# Fårö
Fårö (på gutnisk Fåre) er øen nordøst for Gotland i Sverige, adskilt fra Gotland af Fårösund.
Øens navn, der i 1400-tallet blev skrevet som Faroyna, består af ordene far, som i farvej eller farvand, og ö (ø). Navnet har altså intet at gøre med husdyret får at gøre.. På Fårö tales (ud over svensk) den gutniske dialekt Fårömål.
Fårö er en flad moræneø med mange småsøer, og består for en stor dels vedkommende af ufrugtbare græsningsarealer. På øen er der et særegent flyvesandsområde, Ullahau. Der er flere områder med rauker (kalkstenssøjler) på øen, blandt andre ved Digerhuvud, Gamle Hamn og Langhammars. Det østligste punkt er Fårö fyrplats med det 30 meter høje fyrtårn Holmudden.
I sommermånederne er øen velbesøgt af turister. Der er nogle små byer på øen, deriblandt Lansagårdarna, Lauterhorn, Mölnor og Stora Gåsmora. Frem til 1998 måtte udlændinge ikke tage til det nordlige Gotland og til Fårö, da det var militært område. Store flersprogede skilte i vejsiden informerede besøgende derom og der var omhyggelig kontrol med reglens overholdelse.
Fra Gotland og Fårösund til Fårö sejler der gratis bilfærger, som påtænkes erstattet af en bro.

## Spillefilm
Filminstruktøren Ingmar Bergman boede og døde på Fårö, og flere af hans film blev indspillet der, blandt andre Såsom i en spegel (1961), Persona (1966), Vargtimmen (1968), Skammen (1968), En Passion (1969) og Scener ur ett äktenskap (1972; indspillet i hans hjem, med ekskonen).

## Billeder
- Rauker i naturreservatet Gamlehamn
- Rauker i naturreservatet Langhammars
- Avaeken, et af Gotlands største og ældste egetræer
- Industriminde på Norsholmen

## Ekstern henvisning
- Gotlands Turistförening Arkiveret 28. januar 2010 hos  Wayback Machine

- Wikimedia Commons har flere filer relateret til Fårö